# Acontiini
Acontiini es una tribu de lepidópteros perteneciente a la subfamilia Acontiinae. 

## Géneros
| - Acontia - Acropserotarache - Alvaradoia - Aulotarache - Cardiosace - Conacontia - Conochares - Emmelacontia - Emmelia | - Eugraphia - Eusceptis - Fredina - Fruva - Graeperia - Heliodora - Hemispragueia - Hoplotarache - Neptunia | - Phyllophila - Ponometia - Prociosis - Pseudalypia - Spragueia - Tarache - Tarachidia - Therasea - Tima - Tornacontia |